# Elle Teresa
Elle Teresa（エル テレサ、1997年 - ）は、日本のラッパー。

## 来歴
1997年静岡県沼津市で生まれる。
アーティストのYuskey Carterに見出され、ラッパーとしての活動を始める。2016年4月に1stミックステープ「Ignorant Tape」をリリースし、ストリートファッション誌「WOOFIN'」の<2016's Freshman>に選出される。2017年に2ndミックステープ「PINK TRAP」をリリースし、2018年にはデビューアルバム「KAWAII BUBBLY LOVELY」をリリース。2019年にはデビューアルバムに続く「KAWAII BUBBLY LOVELY Ⅱ」をリリースする。
2021年7月7日にシングル「Bby girlll」（ベイビーガール）でavex traxよりメジャーデビュー。2022年にメジャーデビュー後初のアルバム「Sweet My Life」および「Youngin Season2」をリリース。2023年には「KAWAII BUBBLY LOVELY Ⅲ」および「Pink Crocodile」をリリースする。2024年にEP「SUKI」をリリースし、初ワンマンとなる「エルテレサ　ワンマンショー」も開催している。

## 音楽性、ファッション
トラップを軸としたラップミュージックが多いが、ヒップホップのみでなく、レゲエや歌モノのように多様なジャンルの楽曲を製作している。活動開始当初はビートジャックを主に行っていた。
歌詞においては自身のセクシーで可愛い容貌やファッション、贅沢品をフレックス(自慢、誇示)するものが多く、楽曲「Nail Sounds」でも言及されているような長いネイルはElle Teresaのファッションの特徴のひとつとなっている。また楽曲「Don't want you to be too famous」で歌われているように、自身の整形に関する言及も多い。恋愛や友情もしばしば楽曲のテーマとなっている。
またUSの本場のヒップホップカルチャーを積極的に取り入れ、海外から見た日本のイメージにも影響を受けている。たとえば楽曲「Need More feat. Elle Teresa」にある『男目の前で妬いてるまるでベニハナ』という歌詞は、USラップ楽曲でしばしば歌われる和食チェーン「Benihana」を連想させる。

## エピソード
- Elle Teresaの「テレサ」は、Elle本人の顔が「スーパーマリオ」のキャラクターであるテレサに似ていることにちなんだ名前である。
- 初期は『適当に』ラップをしていたが、アルバム「KAWAII BUBBLY LOVELY」の製作時期からは自らメロディを作るようになり、USで『自分の好きなラッパーたちと会えて一緒に曲作れることになった』ときに『戦える』よう、真剣に練習をするようになった。[5]
- SNSを中心にラップミュージックの批評をしているUSBはElleを頻繁に絶賛するツイートで知られており、Elle自身も楽曲「Boss Bitch (feat. LANA & Elle Teresa) [Remix]」にて『私を褒めるUSB』とラップしている。[6]